# Чемпіонат Буковини з хокею
Чемпіонат Буковини з хокею — хокейний турнір, що проводився на території буковинського краю за часів його перебування під владою Румунії.

## Історія
Перші товариські матчі з "канадського" хокею на території Румунії зафіксовані взимку 1917/18 року. В хокей здебільшого грали приїжджі з Північної Америки. Дебютний чемпіонат Румунії відбувся у січні 1925 року без участі команд з буковинських повітів.
Піонером з опанування шайби в Чернівцях став національно-культурний спортивний клуб «Маккабі» (створений у 1910 році з секціями футболу, легкої атлетики та гімнастики). Секція "канадського" хокею з'явилася в клубі у 1927 році з подачі Адольфа Кьоніга, який також став і першим президентом Регіональної ліги Буковини з хокею на льоду. Спеціальний майданчик для зимової гри чернівецька примарія спорудила 1929 року.
Домігшися визнання очолюваної ним ліги румунською Комісією спорту на льоду, Кьоніг організував перший Чемпіонат Буковини у січні 1930 року. В крайових змаганнях брали участь національні спортивні товариства румунів та угорців «Драгош Воде», німців «Ян», юдеїв «Маккабі», поляків «Полонія» та українців «Довбуш».
У сезоні 1930/31 в Чернівцях збудували хокейний майданчик з роздягальнею та штучним освітленням. 1938 року ліга набула нової назви - Регіональна Ліга Півночі. Розіграші проводилися щорічно до моменту анексії західноукраїнських земель Радянським Союзом.
Тріумфатор ліги (а де-коли і команда, що посідала друге місце) отримував право змагатися в румунському національному фіналі. Буковинські хокейні клуби складали гідну конкуренцію командам метрополії, ставши чемпіонами Румунії у 1938 році та виборовши "срібло" в сезонах 1930, 1932, 1935, 1936, 1937 років і "бронзу" 1934, 1936 років.
Під час Другої Світової війни (оскільки Румунія знов зайняла Буковину) у 1943-44 роках були здійснені спроби відродити хокейні змагання в рамках Регіональної Ліги Півночі.

## Призери змагань
| Сезон     | Чемпіон                           | Срібний призер                    | Брозовий призер                   |
| --------- | --------------------------------- | --------------------------------- | --------------------------------- |
| 1930      | «Маккабі» Чернівці                | ?                                 | ?                                 |
| 1931      | ТВ «Ян» Чернівці                  | «Маккабі» Чернівці                | «Драгош Воде» Чернівці            |
| 1932      | «Драгош Воде» Чернівці            | ТВ «Ян» Чернівці                  | «Полонія» Чернівці                |
| 1933      | «Драгош Воде» Чернівці            | ?                                 | ?                                 |
| 1933/34   | «Драгош Воде» Чернівці            | ?                                 | ?                                 |
| 1935      | «Драгош Воде» Чернівці            | ?                                 | ?                                 |
| 1936      | «Драгош Воде» Чернівці            | ТВ «Ян» Чернівці                  | ?                                 |
| 1936/37   | ?                                 | ?                                 | ?                                 |
| 1938      | «Драгош Воде» Чернівці            | ТВ «Ян» Чернівці                  | ?                                 |
| 1939      | «Драгош Воде» Чернівці            | ?                                 | ?                                 |
| 1940      | «Драгош Воде» Чернівці            | ТВ «Ян» Чернівці                  | ?                                 |
| 1941-1943 | Розіграші першості не проводилися | Розіграші першості не проводилися | Розіграші першості не проводилися |
| 1944      | «Драгош Воде» Чернівці            | ?                                 | ?                                 |